# Triticella gracilis
Triticella gracilis is een mosdiertjessoort uit de familie van de Triticellidae. De wetenschappelijke naam van de soort is voor het eerst geldig gepubliceerd in 1981 door d'Hondt & Hayward.